# Ribeirão Água Fria
Ribeirão Água Fria är ett vattendrag i Brasilien.   Det ligger i delstaten Tocantins, i den centrala delen av landet, 800 km norr om huvudstaden Brasília.
Omgivningarna runt Ribeirão Água Fria är huvudsakligen savann. Runt Ribeirão Água Fria är det mycket glesbefolkat, med 2 invånare per kvadratkilometer.